# Mamer
Mamer er en kommune og et byområde i storhertugdømmet Luxembourg. Kommunen, som har et areal på 27,54 km², ligger i kantonen Capellen i distriktet Luxembourg. I 2005 havde kommunen 6.823 indbyggere. 
49°37′42″N 6°01′34″Ø / 49.6283333°N 6.0261111°Ø